# Facultad de Ingeniería (Universidad de Antioquia)
La Facultad de Ingeniería es una unidad académica de la Universidad de Antioquia -UdeA-, fundada en 1943, se encuentra ubicada en la ciudad de Medellín, Colombia. Se dedica al estudio, la investigación, producción y aplicación del conocimiento de la Ingeniería para la formación integral de profesionales. La Facultad se encuentra en la Ciudad Universitaria y en los bloques 18, 19, 20 y 21 se concentra la mayor parte de sus actividades.

## Programas
Pregrado
- Bioingeniería
- Ingeniería Civil
- Ingeniería Eléctrica
- Ingeniería Electrónica
- Ingeniería Industrial
- Ingeniería de Materiales
- Ingeniería Mecánica
- Ingeniería Ambiental
- Ingeniería Química
- Ingeniería Sanitaria
- Ingeniería de Sistemas
- Ingeniería de Telecomunicaciones
- Ingeniería Oceanográfica
- Ingeniería Agroindustrial
- Ingeniería Aeroespacial
- Ingeniería Urbana
- Ingeniería Energética
- Ingeniería Bioquímica

Posgrado
Especialización: 
- Alta Gerencia con énfasis en Calidad
- Manejo y Gestión del Agua
- Ciencias Electrónicas e Informática
- Combustibles Gaseosos
- Finanzas, Preparación y Evaluación de proyectos
- Gestión Ambiental
- Logística Integral
- Gerencia de Mantenimiento
- Medio Ambiente y Geoinformática
- Especialización en Finanzas

Maestría: 
- Énfasis en Ingeniería Electrónica
- Énfasis en Ingeniería Energética
- Énfasis en Ingeniería Química
- Énfasis en Ingeniería Ambiental
- Énfasis en Ingeniería de Materiales
- Énfasis en Ingeniería Informática
- Énfasis en Ingeniería Industrial

Doctorado: 
- Doctorado en Ingeniería Ambiental
- Doctorado en Ingeniería de Materiales
- Doctorado en Ingeniería Electrónica
- Doctorado en Ingeniería de Telecomunicaciones